# 熊本地震 (1889年)
熊本地震（くまもとじしん）は、1889年（明治22年）7月28日23時45分に発生した、熊本県熊本地方を震源とするM6.3の直下型地震。
この地震では、熊本市周辺で被害が発生し、20人が死亡、数百棟が全半壊し、熊本城も大きな被害を受けた。
本地震は金峰山南東麓附近を震源としたことから、金峰山地震（きんぼうざんじしん）とも言われており、また2016年（平成28年）4月に同一地域で発生した同名の地震と区別するため、明治熊本地震とも呼ばれる。

## 意義
国立科学博物館はそのサイトで、
この地震は地震学会が1880年に日本で発足してからはじめて都市を襲ったものとして調査が行われ、また、（中略）ドイツのポツダムの重力計に地震波が記録され、遠い地震の観測のきっかけとなったといわれています。（中略、同サイト）に掲げた写真は、地震の被害を写したものとしては、おそらくわが国でもっとも古いものと思われます
と書いている。

## 庶民の記録
『防災くまもと資料 恐怖におののいた明治22年の大地震』によると、五野保萬（ごのやすま）は、日記で次のように記している。
五野保萬は明治元年（1868年、数え年15歳）から昭和5年（1930年）に77歳で逝去するまで日記を残した。五野家は熊本県菊水町（現:和水町）にある。

## 官報
熊本県が発災翌日午前4時40分に発した電報の内容が、官報号外として配布された。